# A Glimpse Inside the Mind of Charles Swan III
A Glimpse Inside the Mind of Charles Swan III (no Brasil As Loucuras de Charlie) é um filme de comédia estadunidense de 2013, dirigido, escrito e produzido por Roman Coppola. É estrelado por Charlie Sheen, Jason Schwartzman, Bill Murray, Katheryn Winnick, Mary Elizabeth Winstead, Aubrey Plaza e Patricia Arquette. No filme Charlie interpreta Charles Swan III, um sujeito mulherengo, rico, bêbado e drogado, que depois de perder o grande amor de sua vida, tenta de todas as formas reconquistá-la, e refaz seus passos para entender o que deu errado no relacionamento, tendo vislumbres do passado, que consistem em situações surreais criadas por sua mente. Foi estreado em Rome Film Festival 2012, e foi lançado nos cinemas, no dia 8 de fevereiro de 2013 nos Estados Unidos.